# Атлон Таун
ФК «Атлон Таун» (ірл. Cumann Peile Bhaile Áth Luain) — ірландський футбольний клуб з міста Атлон, заснований у 1887 році. Виступає у Першій лізі. Домашні матчі приймає на однойменному стадіоні, потужністю 5 000 глядачів.